# Nannotinea holovalva
Nannotinea holovalva är en fjärilsart som beskrevs av László Anthony Gozmány. Nannotinea holovalva ingår i släktet Nannotinea och familjen äkta malar. Inga underarter finns listade i Catalogue of Life.